# Hội đường Do Thái Dolní Kounice
Dolní Kounice là một hội đường Do Thái nổi tiếng với lịch sử lâu đời bậc nhất ở Huyện Brno-venkov, Cộng hòa Séc. Từ nửa thế kỷ 15, các chuyên gia đã tìm thấy những dấu vết đầu tiên về khu định cư của người Do Thái ở Dolní Kounice (ngày nay là một thị trấn ở Vùng Nam Moravia, Cộng hòa Séc). Trong Chiến tranh Ba Mươi Năm (năm 1645), quân Thụy Điển bắn phá khu vực, nhà thờ Do Thái cũ nằm ở phía đông của ngôi làng bị phá hủy.
Một thời gian sau đó, vào những năm 1652-1656, chính quyền địa phương tiến hành xây dựng nhà thờ Do Thái mới nằm giữa khu Do Thái Dolní Kounice (židovská čtvrť v Dolních Kounicích).
Tòa nhà xây dựng theo phong cách Kiến trúc Baroque với mặt bằng hình chữ nhật và chỉ có hai tầng.
Vào đầu những năm 1940, Phát xít Đức ra lệnh đóng cửa toàn bộ các hoạt động tôn giáo, do vậy hội đường biến thành nhà kho, các đồ trang trí bên trong đều được chuyển đến Bảo tàng Do Thái ở Praha. Đến năm 1991, Hội đường Dolní Kounice được trả lại cho cộng đồng Do Thái ở Thành phố Brno. Năm 1994, hội đường này bắt đầu tiến vào giai đoạn tái thiết.
Ngày nay, hội đường Dolní Kounice trở thành địa điểm tổ chức các triển lãm nghệ thuật của người Do Thái.

## Một số hình ảnh

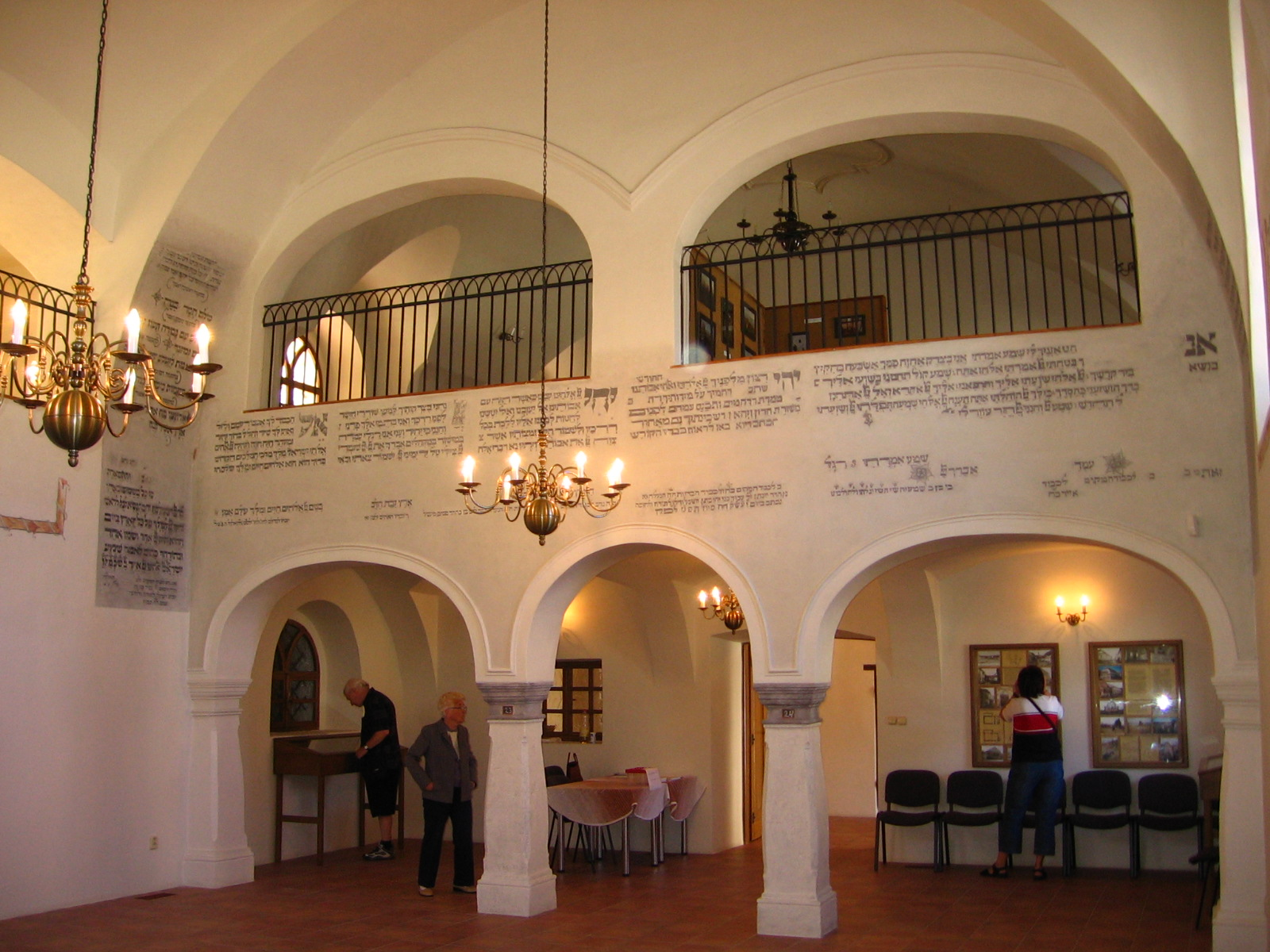
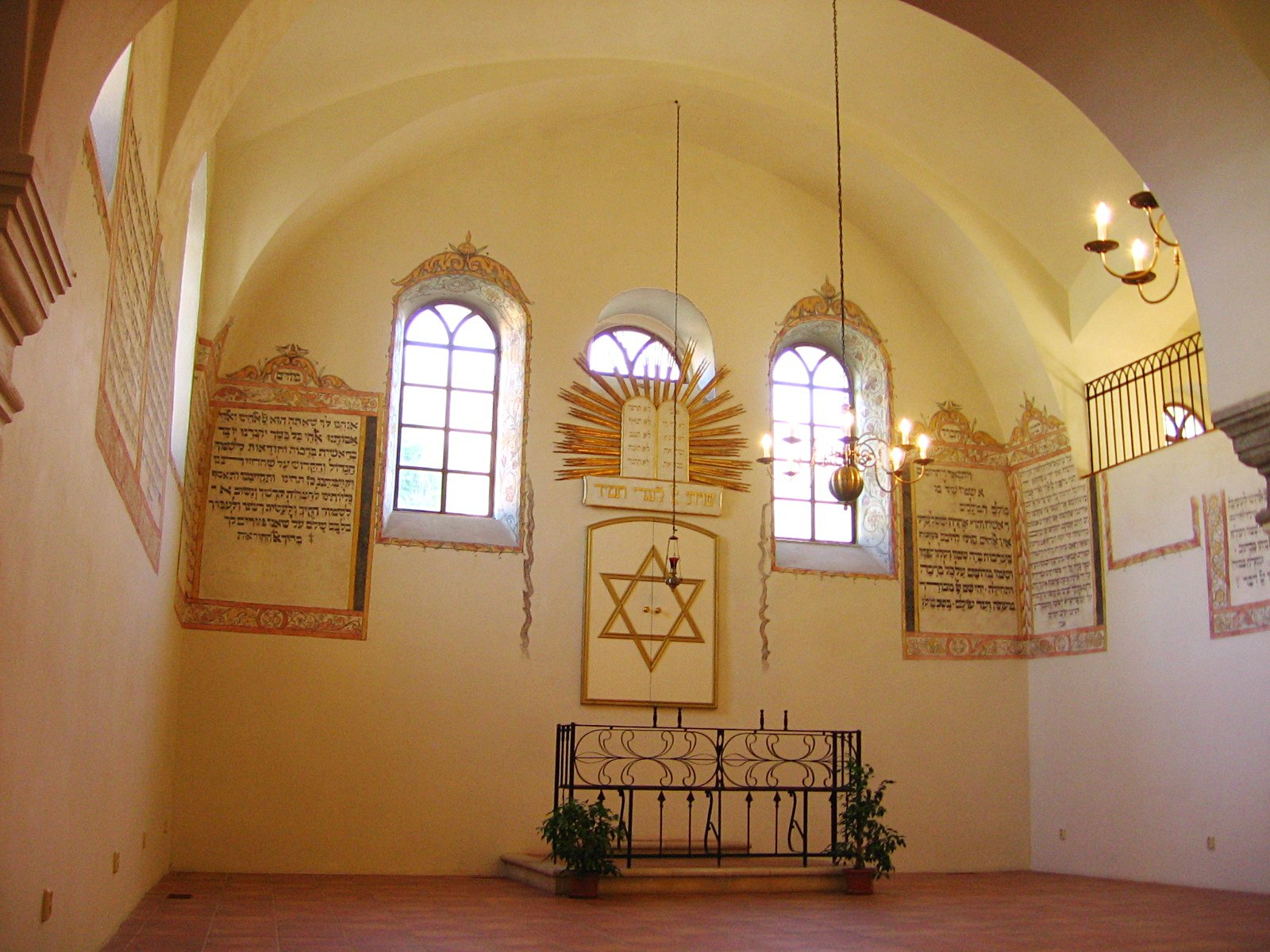
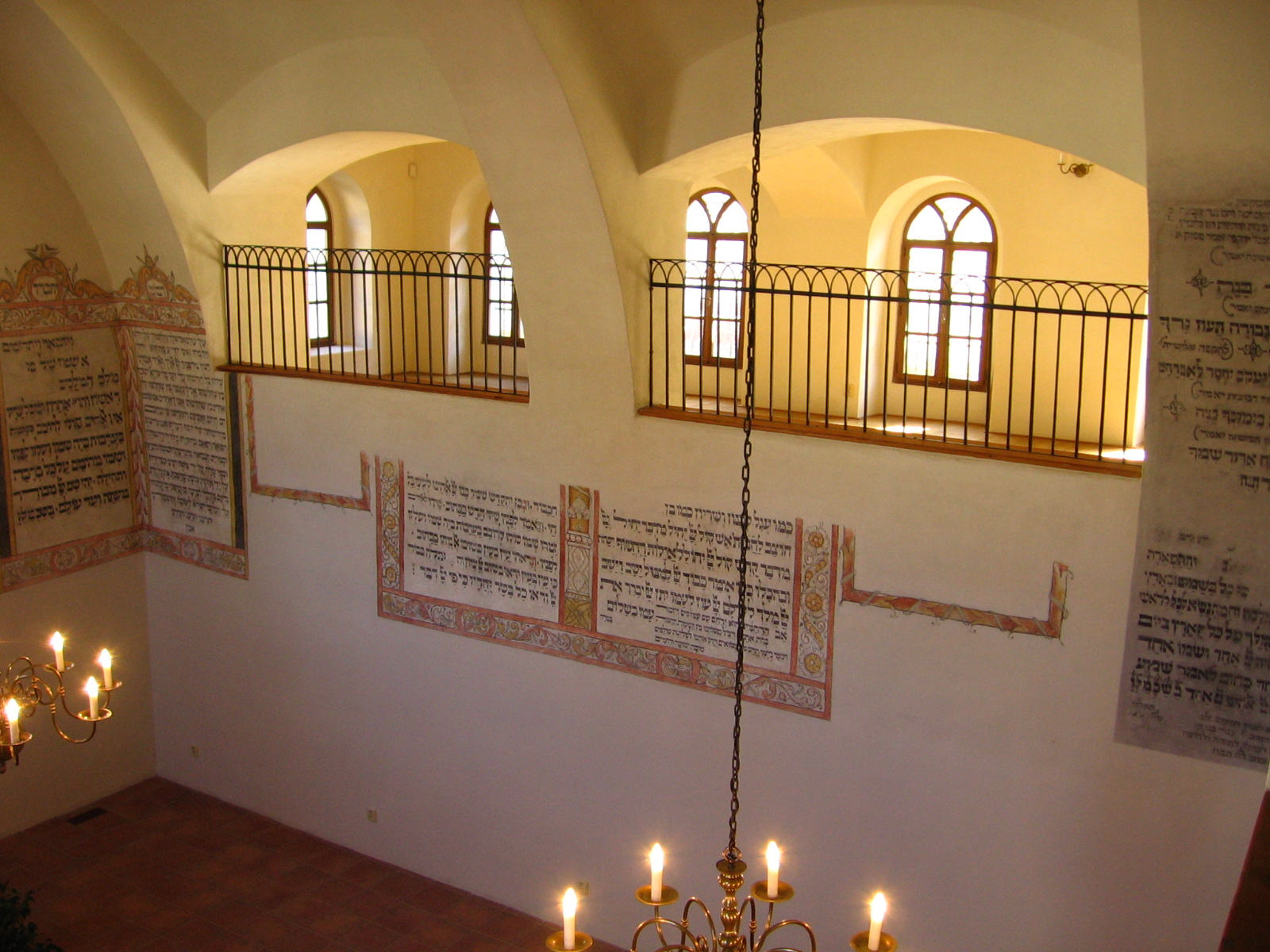